# SpVgg Greuther Fürth
Spielvereinigung Greuther Fürth, abreviado frequentemente como SpVgg Greuther Fürth, é uma agremiação esportiva alemã, fundada a 23 de setembro de 1903. Está sediada na cidade de Fürth, no norte da Baviera.
Como a região está integrada à grande Nuremberg, existe uma intensa rivalidade com o 1. FC Nuremberg não somente em termos futebolísticos. Atualmente a equipe futebolística disputa a segunda divisão da Bundesliga (temporada 2024–2025).
A sociedade atual é de recente formação tendo surgido, em 1996 da fusão entre outras duas. O SpVgg Fürth, fundado em 1903, e o mais recente e modesto TSV Vestenbergsgreuth, fundado em 1974. As cores são o branco e o verde e a camisa é inspirada no Celtic Football Club, com as célebres listras horizontais, assim como o símbolo, as três folhas que inspiram simpatia pela agremiação dos irlandeses da Escócia. 
O Greuther Fürth é uma sociedade poli-esportiva ativa não somente no futebol, mas também no basquete, handebol, hockey, natação, tênis, tênis de mesa, vôlei, ginástica e canto.

## História
O clube originário nasce em 1903 e consegue logo um bom sucesso sob o comando do técnico inglês Sir William Towley, que o conduz à conquista do primeiro título nacional, em 1914, vencendo a final nos dois tempos da prorrogação contra o VfB Leipzig. Todavia, o melhor período para o Fürth será durante a República de Weimar. Em 1923, é eliminado na semifinal, mas no ano sucessivo garante a segunda vitória ao bater o Hertha Berlim por 4 a 1. A vítima se vingará no ano sucessivo na semifinal. Mas, em 1929, consegue o terceiro e último título, mais uma vez sobre o mesmo adversário, vencendo-o por 3 a 2. Nos anos do nazismo, o clube permaneceu como uma equipe de médio a alto nível, mas sem obter sucessos, assim como depois do pós-guerra.
É nos anos 1950 que surgem os jogadores mais célebres do Fürth, entre os quais, Karl Mai e Herbert Erhardt, campeões do mundo com a Seleção da Alemanha, em 1954. Erhardt é o jogador do clube com mais convocações para o selecionado alemão, 49. O personagem mais famoso, porém, na história do Fürth é, sem dúvida, Henry Kissinger, por longo tempo membro do clube antes de emigrar para os Estados Unidos.
Nos anos 1980, a equipe passa por um dos piores períodos, desaparecendo no anonimato da terceira e quarta divisões, até à fusão nos anos 1990 com o TSV Vestenbergsgreuth, pequeníssima agremiação que havia ganhado alguma notoriedade por ter batido por 1 a 0 o Bayern de Munique na disputa da DFB Pokal (Copa da Alemanha), passando depois por outras duas fases antes de ser eliminado, nos pênaltis, pelo VfL Wolfsburg.
Em 1996, ocorre assim a fusão entre o Fürth e o TSV Vestenbergsgreuth. Os jogadores deste último passaram a fazer parte do elenco do Fürth, sem porém serem transferidos de série, enquanto as duas equipes jogavam juntas na Regionalliga Sud (III). No ano seguinte a recém-nascida sociedade chega em segundo lugar e é promovida à Zweite Bundesliga, a primeira divisão alemã. 
Na temporada 2011-2012 o clube consegue a inédita conquista da 2. Bundesliga, sagrando-se campeão e chegando à Bundesliga.
Na temporada 2020–21 o clube consegue a segunda colocação na 2. Bundesliga, conseguindo ser promovido à Bundesliga.

## Elenco atual
Última atualização: 3 de abril de 2025.

## Rivalidade
O Greuther Fürth tem uma grande rivalidade com o Nuremberg, pois ambas pertencem à Baviera. Porém, ambas têm duelado raramente nos últimos anos.

## Estádio
O campo de jogo do Greuther Fürth é o Playmobil Stadion, um tempo conhecido como Ronhof, que pode conter cerca de 15.000 espectadores, um terço dos quais cobertos e sentados. O histórico Ronhof foi construído em 1910 e podia conter mais de 32.000 pessoas. Por conta da crise financeira do clube nos anos 1980, foi vendido ao proprietário da Playmobil, o empreendedor Horst Brandstätter, que no primeiro instante pensava de demolir o estádio para construir apartamentos, mas depois da inesperada sorte seguida pela fusão entre os dois times levou a uma brusca mudança de rota que salvou o glorioso Ronhof da destruição. O Vestenbergsgreuth atuava no pequeno estádio Vestenbergsgreuth, de 6.000 lugares, até a data da fusão.

## Títulos
| - - Campeão: (3) 1914, 1926, 1929 - 2. Bundesliga - Campeão: 2011-2012 - Southern German championship - Campeão: (3) 1914, 1923, 1931 - Vice-campeão: (5) 1917, 1924, 1926, 1927, 1930 - Ostkreis-Liga (I) - Campeão: (4) 1912, 1913, 1914, 1917 - Kreisliga Nordbayern (I) - Campeão: (2) 1922, 1923 - Vice-campeão: (2) 1920, 1921 - Bezirksliga Bayern (I) - Vice-campeão: (2) 1924, 1925 - Bezirksliga Nordbayern (I) - Campeão: (3) 1928, 1930, 1931 - Vice-campeão: (3) 1929, 1932, 1933 - Gauliga Bayern (I) - Campeão: 1935 - Vice-campeão: (2) 1936, 1942 - Oberliga Süd (1945-63) (I) - Campeão: 1950 - Vice-campeão: 1951 - Fußball-Bayernliga (III) - Vice-campeão: (2) 1949, 1993 - Landesliga Bayern-Mitte (IV) - Campeão: 1991 - Vice-campeão: 1989 | - Copa Intertoto - Vencedor: 1969 - German Indoor Cup - Vencedor: 2000 - Southern German Cup - Vencedor: (5) 1918, 1923, 1925, 1926, 1927 (recorde) - Mittelfranken Cup - Vencedor: (4) 1990, 1991, 1996, 1997 - Vice-campeão: 1989 |

Recordes:
- Maior vitória em casa: 8 a 0 vs Borussia Neunkirchen (20.12.1980)
- Maior vitória fora de casa: 5 a 0 vs den Stuttgarter Kickers (22.04.2001)
- Pior derrota em casa: 1 a 5 vs Hannover 96 (5.5.2002)
- Pior derrota fora de casa: 0 a 5 vs Chemnitzer FC (03.12.1999)